# 池之上豊
池之上 豊（いけのうえ ゆたか、1940年3月16日 - 1972年12月14日）は、日本中央競馬会の元騎手。鹿児島県伊佐郡出身。

## 経歴・記録
1956年に中学校を卒業して、馬事公苑にて長期騎手講習生となり、1957年9月に田之上勲厩舎より騎手デビューした。
翌1958年には、第2回阪神競馬では17勝を挙げて1開催での最多勝利記録となったが、1977年に同じく17勝を挙げた福永洋一と並び、1981年に増沢末夫に破られるまで記録として残った。
しかし、不祥事を起こして1959年の1年間に渡り騎乗停止処分を受け、1960年からは武輔彦厩舎に転厩して騎乗を再開。さらに1961年からは関東に移動し、松永光雄厩舎の所属となり、その後元石正雄厩舎を経由して土田順三厩舎に移動した。
1963年には、自民党の代議士で、当時馬主であった田中彰治の娘と結婚している。
その後も関東で中堅騎手として騎乗を続けていたが、1972年12月14日に交通事故に遭って死去した。通算210勝。

## 重賞勝鞍
- 阪神3歳ステークス（1958年インターナショナル）
- 福島大賞典（1967年スズハヤテ）
- 関屋記念（1968年スズハヤテ）

合計3勝